# Distretto di Ticrapo
Ticrapo è uno dei tredici distretti della provincia di Castrovirreyna, nella regione di Huancavelica, in Perù. La popolazione del distretto nel censimento del 2007 era di 1 795 abitanti.